# Junior Ross
Douglas Júnior Ross Santillana (ur. 19 lutego 1986 w Callao) – peruwiański piłkarz występujący na pozycji napastnika, reprezentant Peru w latach 2005–2013.

## Sukcesy
Club Sporting Cristal
- Primera División Peruana: 2012